# Petrovany
Petrovany (před rokem 1948 Petroviany, maďarsky Tarcaszentpéter, do roku 1907 Szentpéter) jsou obec na Slovensku v okrese Prešov. Žije zde přibližně 2 000 obyvatel. V roce 2013 zde žilo 1 849 obyvatel. První písemná zmínka o obci pochází z roku 1304. Leží 8 km jižně od Prešova.